# Fritjof Svensson
Fritjof Svensson (* 2. Juni 1896 in Bälinge, Uppsala, Schweden; † 5. März 1961 in Stockholm) war ein schwedischer Ringer. Er wurde 1922 Weltmeister im griechisch-römischen Stil im Bantamgewicht und gewann bei den Olympischen Spielen 1920 in Antwerpen eine Bronzemedaille im gleichen Stil im Federgewicht.

## Werdegang
Fritjof Konrad Martin Svensson begann 1914 mit dem Ringen. Er konzentrierte sich dabei auf den griechisch-römischen Stil und gehörte während seiner ganzen Karriere, die bis 1925 dauerte, dem Sportverein Djurgårdens IF Stockholm an. Von Beruf war er Kraftfahrer.
1920 wurde er erstmals schwedischer Meister im Federgewicht. Diesen Titel gewann er auch 1921, 1922 und 1923; 1922 allerdings im Bantamgewicht. Als bester schwedischer Ringer in seiner Gewichtsklasse und in seinem Stil wurde er 1924 von Erik Malmberg abgelöst.
Den ersten großen internationalen Erfolg feierte Fritjof Svensson bei den Olympischen Spielen 1920 in Antwerpen, wo er im Federgewicht eine Bronzemedaille gewann. 1922 startete er bei der Weltmeisterschaft im heimischen Stockholm im Bantamgewicht. Er besiegte dort u. a. Väinö Ikonen und Kaarlo Mäkinen aus Finnland sowie im Endkampf Eduard Pütsep aus Estland und wurde damit Weltmeister.
1924 konnte er sich noch einmal für die Teilnahme an den Olympischen Spielen, die in Paris stattfanden, qualifizieren. Im Federgewicht siegte er dort über Jenö Nemeth aus Ungarn, René Rottenfluc aus Frankreich und Martin Egeberg aus Norwegen. Gegen Aleksanteri Toivola und Kalle Anttila, beide aus Finnland, musste er aber Niederlagen hinnehmen und kam deshalb nur auf den 5. Platz.

## Erfolge
Fritjof Svensson wurde 1920, 1921 und 1923 im Federgewicht und 1922 im Bantamgewicht schwedischer Meister.
| Jahr | Platz  | Gewichtsklasse                                | Ergebnisse | |
| 1920 | Bronze | OS in Antwerpen                               | Feder      | nach einer Niederlage gegen Heikki Kähkönen, Finnland, Siegen über Alexandre Boumans, Belgien, Aage Torgensen, Dänemark und Edvin Jensen, Dänemark und einer Niederlage gegen Oskari Friman, Finnland |
| 1921 | 2.     | Nordische Meisterschaft                       | Feder      | |
| 1922 | 1.     | WM in Stockholm                               | Bantam     | nach Siegen über Georg Gundersen, Dänemark, Aage Torgensen, Dänemark, Józef Pongrácz, Ungarn, Väinö Ikonen, Finnland, Kaarlo Mäkinen, Finnland und Eduard Pütsep, Estland                             |
| 1923 | 1.     | Nordische Meisterschaft in Kristiana/Norwegen |            | |
| 1924 | 5.     | OS in Paris                                   | Feder      | nach Siegen über Jenö Nemeth, Ungarn, René Rottenfluc, Frankreich und Martin Egeberg, Norwegen und Niederlagen gegen Aleksanteri Toivola und Kalle Anttila, beide Finnland                            |

Erläuterungen
- alle Wettbewerbe im griechisch-römischen Stil
- OS = Olympische Spiele, WM = Weltmeisterschaft
- Bantamgewicht ab 1922 bis 58 kg, Federgewicht 1920 bis 60 kg und ab 1922 bis 62 kg Körpergewicht